# Albuzzano
Albuzzano är en ort och kommun i provinsen Pavia i regionen Lombardiet i Italien. Kommunen hade 3 564 invånare (2018).